# Округ Хардин (Тенеси)
Округ Хардин (енгл. Hardin County) је округ у америчкој савезној држави Тенеси.

## Демографија
По попису из 2010. године број становника је 26.026, што је 448 (1,8%) становника више него 2000. године.
| Група             | 2000.          | 2010.          |
| Белци             | 24.099 (94,2%) | 24.110 (92,6%) |
| Афроамериканци    | 944 (3,7%)     | 896 (3,4%)     |
| Азијати           | 42 (0,2%)      | 102 (0,4%)     |
| Хиспаноамериканци | 260 (1,0%)     | 497 (1,9%)     |
| Укупно            | 25.578         | 26.026         |